# 엘모 줌왈트

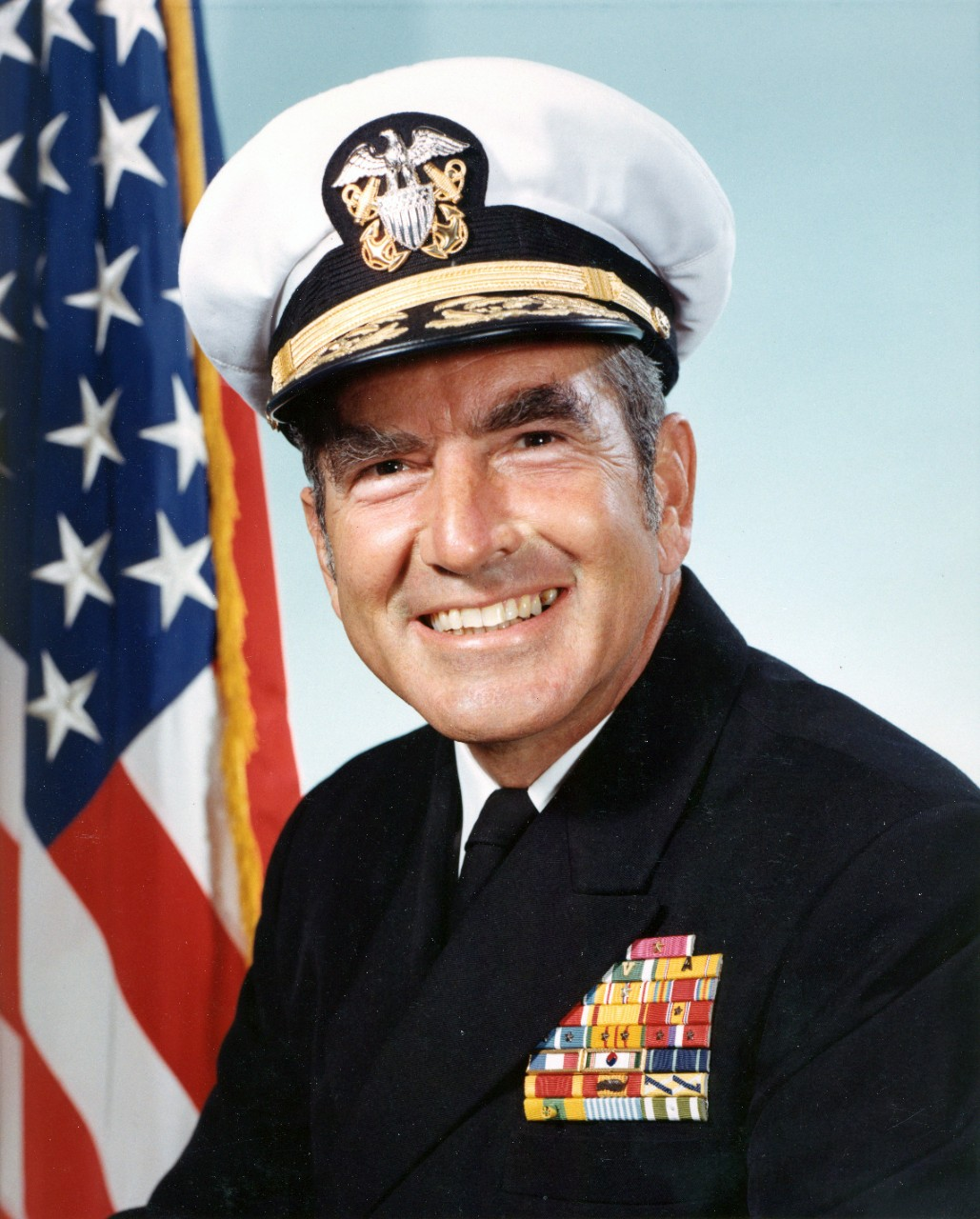

엘모 러셀 줌왈트(Elmo Russell "Bud" Zumwalt Jr., 1920년 11월 29일 ~ 2000년 1월 2일)는 미국 해군 출신 군인이다.

## 같이 보기
- 줌왈트급 구축함